# Grotte di Pilato

Le grotte di Pilato a Ponza sono un complesso di caverne di epoca romana, scavate a livello del mare. È costituito da ampie grotte collegate con il mare e tra di esse da cunicoli, scavate nel banco roccioso poco a Sud-Est del porto. L'utilizzo presunto era legato alla Villa Imperiale di Ponza.
Nel 1997 vi sono rinvenute una statua in marmo romana e delle lampade ad olio.